# Magnetischer Detektor

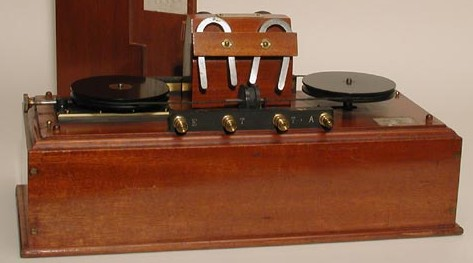
1902–1918: Marconi’s drahtloser magnetischer Detektor (London)

Der magnetische Detektor war eines der ersten Geräte, mit denen es möglich war, drahtlose Funksignale über Kopfhörer zu empfangen.  Obwohl nicht ganz so empfindlich wie andere Detektoren zur damaligen Zeit, wurden magnetische Detektoren wegen ihrer Zuverlässigkeit bevorzugt auf Schiffen eingesetzt.

## Geschichte
Als Guglielmo Marconi im Jahre 1902 Experimente zur transatlantischen Nachrichtenübertragung durchführte, stellte er fest, dass die bisher verwendeten Kohärer für den Empfang der sehr schwachen Signale zu unempfindlich und auch zu unzuverlässig sind und hielt Ausschau nach besseren Systemen.
Der Magnetische Detektor gehörte auch zur Funkausrüstung der Titanic und den Schwesterschiffen.

## Funktion
Ein endloses Band aus Eisen läuft, ähnlich wie bei einem Tonband, an den Polen von Dauermagneten vorbei und wird dadurch magnetisiert. Zugleich wirkt auf das Band der hochfrequente Strom aus der Empfangsantenne ein, der es, je nach dessen Amplitude, stärker oder schwächer entmagnetisiert. Dadurch wird die verbleibende Magnetisierung mit der Amplitude des HF-Signals moduliert. Anschließend wird das magnetisch niederfrequent beschriebene Band an einer Tonabnehmerwicklung vorbeigeführt, deren Ausgangsspannung auf einen Kopfhörer gegeben wird, wodurch die Modulation des empfangenen Signals hörbar gemacht wird.